# Constitution de Nouvelle-Grenade de 1832
Lire en ligne

(es) Texte officiel en version originale

Constitution de Cúcuta (1821-1832) Constitution de la Colombie de 1843
La Constitution de la Colombie de 1832 est le texte fondateur de la République de Nouvelle-Grenade, adoptée en 1832. Elle est la loi suprême de ce qui reste de la Grande Colombie après sa dissolution en 1830 et remplace donc la Constitution de Cúcuta.

## Description
La constitution de la République de Nouvelle-Grenade est un texte mêlant centralisme et fédéralisme. Elle établit un régime présidentiel, dont le premier président, élu par le Congrès pour quatre ans, est Francisco de Paula Santander.